# Mezinárodní korfbalová federace
Mezinárodní korfbalová federace (IKF) je řídícím orgánem korfbalu. IKF je zodpovědný za organizaci významných mezinárodních turnajů v korfbalu, zejména za mistrovství světa IKF v korfbalu.
IKF vznikla dne 11. června 1933 v Antverpách v Belgii jako pokračování Mezinárodní kanceláře korfbalu založené v roce 1924 nizozemskými a belgickými asociacemi. Sídlo společnosti je v Zeistu (Nizozemsko). IKF je oficiálně uznáván Mezinárodním olympijským výborem (IOC) od roku 1993 a je přidružen k SportAccord, Asociaci mezinárodních sportovních federací uznaných MOV (ARISF) a Mezinárodní asociaci světových her (IWGA).
IKF se snaží šířit korfbal po celém světě a zvýšit úroveň hry v přidružených zemích. IKF má v současné době 67 členských zemí. Poskytuje přidruženým zemím prostřednictvím pěti kontinentálních konfederací (Afrika, Amerika, Asie, Evropa a Oceánie) finanční, materiální a strukturální podporu k dosažení cílů. V mnoha zemích vytvořila síť kontaktů a neustále rozšiřuje tuto síť. IKF aktivně propaguje hru přenosem znalostí na mezinárodní úrovni prostřednictvím výměnných programů a vyzývá vybrané korfbalové hráče, trenéry a administrátory k výcvikovým kurzům, aby pomohla při vytváření stabilní místní organizace a struktury ve všech přidružených zemích.

## Struktura
V současné době má IKF 69 členů. Jsou rozděleny do pěti kontinentálních konfederací pro Evropu, Asii, Ameriku, Afriku a Oceánie. V roce 2018 bylo nejnovějším členem Thajsko.

## Rada
Rada IKF se skládá z prezidenta, generálního tajemníka, vrchního viceprezidenta, tří dalších členů výkonného výboru a až pěti kontinentálních místopředsedů.